# Carolina di Stolberg-Gedern
Carolina di Stolberg-Gedern (Gedern, 27 giugno 1732 – Langenburg, 28 maggio 1796) è stata una nobildonna tedesca, principessa di Solberg-Gerdern per nascita e per matrimonio principessa di Hohenlohe-Langenburg.

## Biografia
Era la figlia di Federico Carlo, Conte di Stolberg-Gedern e di sua moglie, la contessa Luisa di Nassau-Saarbrücken, figlia di Luigi Crato, Conte di Nassau-Saarbrücken.
Il 13 aprile 1761 sposò suo cugino di primo grado, il principe Cristiano Alberto di Hohenlohe-Langenburg, figlio della sorella minore di sua madre la Contessa Eleonora di Nassau-Saarbrücken e di Luigi, I Principe di Hohenlohe-Langenburg. Ebbero i seguenti figli:
- Carlo Luigi, 3º Principe di Hohenlohe-Langenburg (10 settembre 1762 - 4 aprile 1825), sposò la Contessa Amalia di Solms-Baruth
- Luisa Eleonora (11 agosto 1763 - 30 aprile 1837), sposò Giorgio I, Duca di Sassonia-Meiningen
- Gustavo Adolfo (9 ottobre 1764 - 21 luglio 1796)
- Cristina Carolina (19 novembre 1765 - 6 dicembre 1768)
- Luigi Guglielmo (16 febbraio 1767 - 17 dicembre 1768)
- Cristiano Augusto (15 marzo 1768 - 18 aprile 1796)
- Carolina Augusta (15 novembre 1769 - 30 luglio 1803)

## Ascendenza
|                                              |                                           |                                                   | Genitori                                          |  |  | Nonni |  |  | Bisnonni                                      |  |  | Trisnonni                                   |  |
|                                              |                                           |                                                   |                                                   |  |  |       |  |  | Heinrich Ernst, conte di Stolberg-Wernigerode |  |  | Christoph II, conte di Stolberg-Wernigerode |  |
|                                              |                                           |                                                   |                                                   |  |  |       |  |  | Heinrich Ernst, conte di Stolberg-Wernigerode |  |  | Christoph II, conte di Stolberg-Wernigerode |  |
|                                              |                                           | Hedwig von Regenstein-Blankenburg                 |                                                   |  |  |       |  |  | Heinrich Ernst, conte di Stolberg-Wernigerode |  |  |                                             |  |
| Ludwig Christian, conte di Stolberg-Gedern   |                                           |                                                   |                                                   |  |  |       |  |  | Heinrich Ernst, conte di Stolberg-Wernigerode |  |  |                                             |  |
|                                              |                                           | Anna Elisabeth zu Stolberg-Wernigerode            | Heinrich Volrad, conte di Stolberg-Wernigerode    |  |  |       |  |  |                                               |  |  |                                             |  |
|                                              |                                           | Anna Elisabeth zu Stolberg-Wernigerode            | Heinrich Volrad, conte di Stolberg-Wernigerode    |  |  |       |  |  |                                               |  |  |                                             |  |
|                                              |                                           | Anna Elisabeth zu Stolberg-Wernigerode            | Margarethe zu Solms-Laubach                       |  |  |       |  |  |                                               |  |  |                                             |  |
| Friedrich Carl, conte di Stolberg-Gedern     |                                           | Anna Elisabeth zu Stolberg-Wernigerode            |                                                   |  |  |       |  |  |                                               |  |  |                                             |  |
|                                              |                                           | Gustav Adolf, duca di Meclemburgo-Güstrow         | Johann Albrecht II, duca di Meclemburgo-Güstrow   |  |  |       |  |  |                                               |  |  |                                             |  |
|                                              |                                           | Gustav Adolf, duca di Meclemburgo-Güstrow         | Johann Albrecht II, duca di Meclemburgo-Güstrow   |  |  |       |  |  |                                               |  |  |                                             |  |
|                                              |                                           | Gustav Adolf, duca di Meclemburgo-Güstrow         | Eleonore Marie von Anhalt-Bernburg                |  |  |       |  |  |                                               |  |  |                                             |  |
| Christine von Mecklenburg-Güstrow            |                                           | Gustav Adolf, duca di Meclemburgo-Güstrow         |                                                   |  |  |       |  |  |                                               |  |  |                                             |  |
|                                              |                                           | Magdalena Sibylla von Schleswig-Holstein-Gottorf  | Friedrich III, duca di Schleswig-Holstein-Gottorp |  |  |       |  |  |                                               |  |  |                                             |  |
|                                              |                                           | Magdalena Sibylla von Schleswig-Holstein-Gottorf  | Friedrich III, duca di Schleswig-Holstein-Gottorp |  |  |       |  |  |                                               |  |  |                                             |  |
|                                              |                                           | Magdalena Sibylla von Schleswig-Holstein-Gottorf  | Maria Elisabeth von Sachsen                       |  |  |       |  |  |                                               |  |  |                                             |  |
| Caroline zu Stolberg-Gedern                  |                                           | Magdalena Sibylla von Schleswig-Holstein-Gottorf  |                                                   |  |  |       |  |  |                                               |  |  |                                             |  |
|                                              | Gustav Adolf, conte di Nassau-Saarbrücken | Wilhelm Ludwig, conte di Nassau-Saarbrücken       |                                                   |  |  |       |  |  |                                               |  |  |                                             |  |
|                                              | Gustav Adolf, conte di Nassau-Saarbrücken | Wilhelm Ludwig, conte di Nassau-Saarbrücken       |                                                   |  |  |       |  |  |                                               |  |  |                                             |  |
|                                              | Gustav Adolf, conte di Nassau-Saarbrücken | Anna Amalia von Baden-Durlach                     |                                                   |  |  |       |  |  |                                               |  |  |                                             |  |
| Ludwig Kraft, conte di Nassau-Saarbrücken    | Gustav Adolf, conte di Nassau-Saarbrücken |                                                   |                                                   |  |  |       |  |  |                                               |  |  |                                             |  |
|                                              |                                           | Eleonora Clara zu Hohenlohe-Neuenstein            | Kraft VII, conte di Hohenlohe-Neuenstein          |  |  |       |  |  |                                               |  |  |                                             |  |
|                                              |                                           | Eleonora Clara zu Hohenlohe-Neuenstein            | Kraft VII, conte di Hohenlohe-Neuenstein          |  |  |       |  |  |                                               |  |  |                                             |  |
|                                              |                                           | Eleonora Clara zu Hohenlohe-Neuenstein            | Sofia von Pfalz-Birkenfeld                        |  |  |       |  |  |                                               |  |  |                                             |  |
| Luise von Nassau-Saarbrücken                 |                                           | Eleonora Clara zu Hohenlohe-Neuenstein            |                                                   |  |  |       |  |  |                                               |  |  |                                             |  |
|                                              |                                           | Heinrich Friedrich, conte di Hohenlohe-Langenburg | Philipp Ernst, conte di Hohenlohe-Langenburg      |  |  |       |  |  |                                               |  |  |                                             |  |
|                                              |                                           | Heinrich Friedrich, conte di Hohenlohe-Langenburg | Philipp Ernst, conte di Hohenlohe-Langenburg      |  |  |       |  |  |                                               |  |  |                                             |  |
|                                              |                                           | Heinrich Friedrich, conte di Hohenlohe-Langenburg | Anna Maria zu Solms-Sonnenwalde                   |  |  |       |  |  |                                               |  |  |                                             |  |
| Philippine Henriette zu Hohenlohe-Langenburg |                                           | Heinrich Friedrich, conte di Hohenlohe-Langenburg |                                                   |  |  |       |  |  |                                               |  |  |                                             |  |
|                                              |                                           | Juliane Dorothea zu Castell-Remlingen             | Wolfgang Georg, conte di Castell-Remlingen        |  |  |       |  |  |                                               |  |  |                                             |  |
|                                              |                                           | Juliane Dorothea zu Castell-Remlingen             | Wolfgang Georg, conte di Castell-Remlingen        |  |  |       |  |  |                                               |  |  |                                             |  |
|                                              |                                           | Juliane Dorothea zu Castell-Remlingen             | Sophie Juliane von Hohenlohe-Pfedelbach           |  |  |       |  |  |                                               |  |  |                                             |  |
|                                              |                                           | Juliane Dorothea zu Castell-Remlingen             |                                                   |  |  |       |  |  |                                               |  |  |                                             |  |